# Бальбоа, Хавьер
Хавье́р А́нхель Бальбо́а О́са (исп. Javier Ángel Balboa Osa; 13 мая 1985, Мадрид) — гвинейский и испанский футболист, полузащитник.

## Биография
Родился в Мадриде. Родители футболиста — уроженцы Экваториальной Гвинеи, гражданство которой и перешло их ребёнку. Бальбоа начал заниматься футболом в юношеской команде «Реала», а в 20 лет дебютировал в составе второй команды, которая на тот момент выступала в Сегунде.
Проведя в сезоне 2005/06 32 матча, Бальбоа был отдан в аренду «Расингу», за который дебютировал 27 августа 2008 года в матче 1-го тура чемпионата Испании против мадридского «Атлетико», выйдя на замену на 64-й минуте вместо Кристиана Альвареса. Всего в сезоне 2006/07 за «Расинг» он провёл 30 матчей и отметился победным голом в ворота «Мальорки». Перед началом сезона 2007/08 футболист вернулся в «Реал», где немецкий специалист Бернд Шустер начал использовать его в качестве вингера на обоих флангах. В Лиге чемпионов Хавьер дебютировал 24 октября 2007 года в матче 3-го тура группового турнира против греческого «Олимпиакоса», выйдя на замену на 82-й минуте вместо Снейдера и уже в дополнительное время забил гол. В итоге Бальбоа продлил контракт с мадридцами до 2011 года. Однако сезон 2008/09 полузащитник начал в новом клубе — им стала лиссабонская «Бенфика». В 2010 году он отправился в аренду на полгода в клуб Сегунды «Картахена».
Привлекаться в национальную сборную Экваториальной Гвинеи Бальбоа начал в 2006 году. Однако дебют полузащитника состоялся только 2 июня 2007 года в матче против сборной Руанды (0:2).
21 января 2012 года Бальбоа забил гол в ворота сборной Ливии, который стал первым голом в истории сборной Экваториальной Гвинеи на Кубках Африки. Вместе со своей сборной он добрался четвертьфинала Кубка Африканских Наций, проходившего в Экваториальной Гвинеи и Габоне.

## Достижения
- Чемпион Испании: 2007/08
- Обладатель Кубка португальской лиги: 2008/09